# HD 106906 b

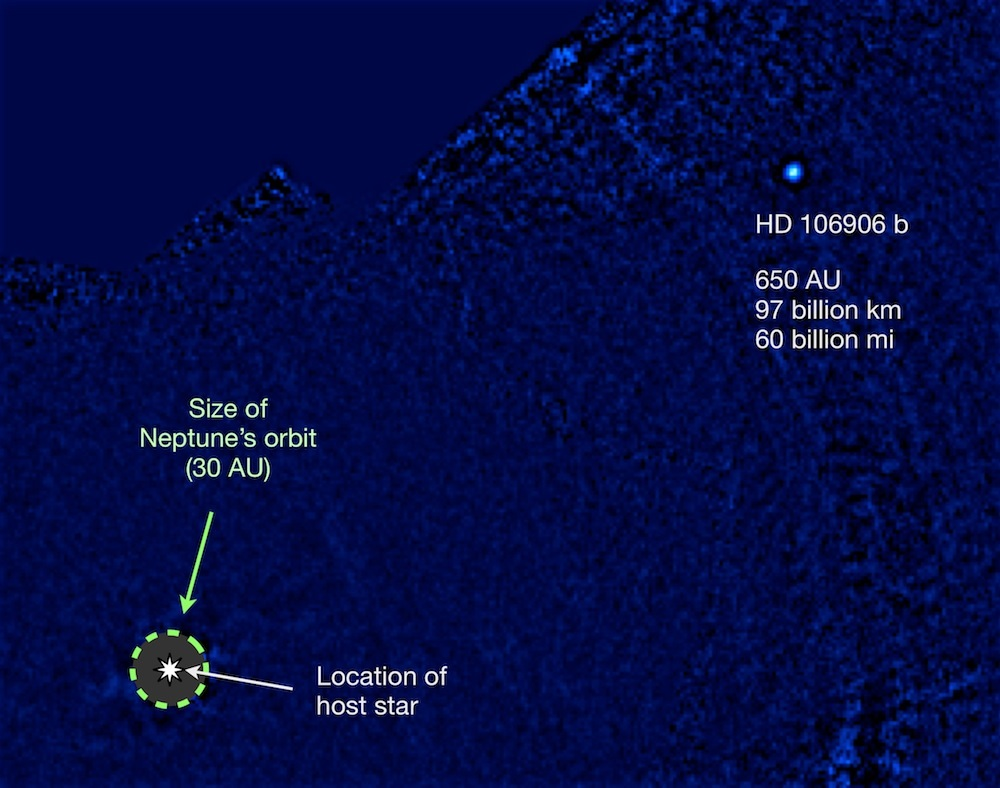
La estrella binaria HD 106906 y el planeta HD 106906 b, acompañada de una descripción dando un contexto comparativo.

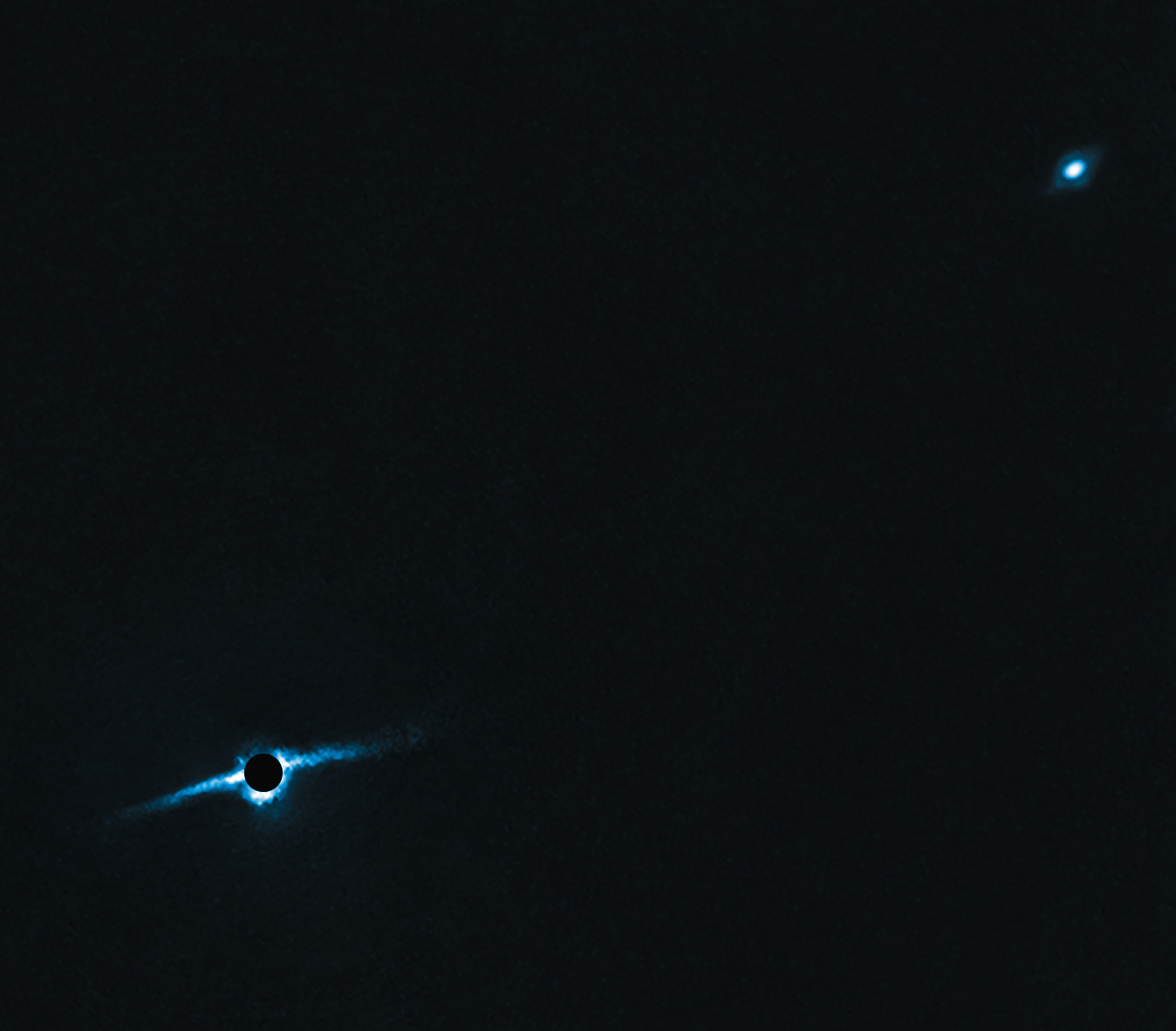
Estas estrellas y el disco también están acompañadas por un exoplaneta, visible en la parte superior derecha, llamado HD 106906 b, que orbita alrededor de la estrella binaria y su disco a una distancia mayor que cualquier otro exoplaneta descubierto hasta la fecha — 738 veces la distancia media Tierra–Sol, o casi 110.000 millones de kilómetros. HD 106906 b tiene una gigantesca masa de casi 11 veces la de Júpiter y una ardiente temperatura superficial de 1.500 grados centígrados.

HD 106906 b es un planeta extrasolar que orbita la gran estrella HD 106906, situada dentro de la constelación de Crux. Este planeta es un gigante de gas que se estima en aproximadamente once veces la masa de Júpiter y orbita su estrella a una distancia de casi 110.000 millones de kilómetros, o alrededor de 738 veces la distancia entre la Tierra y el sol. La gran separación de este planeta de su primaria ha ganado una considerable atención de la comunidad astronómica, ya que es mayor de la que se creía posible en función en la comprensión actual de la hipótesis nebular.

## Posible mecanismo de formación
Existen 2 teorías para la formación de este planeta:
1. De acrección: Los planetas que orbitan cerca de su estrella se forman por la unión de pequeños cuerpos parecidos a asteroides, nacidos del disco protoplanetario de polvo y gas que rodea a los soles jóvenes. Por tanto, planetas gigantes y a grandes distancias de su estrella tardan más tiempo en formarse. 
2. La formación de planetas gigantes se debe, según se cree al rápido colapso del disco protoplanetario. Sin embargo, los discos protoplanetarios no contienen suficiente masa en sus límites exteriores como para permitir la existencia de un planeta con 11 veces la masa joviana. 
HD 106906 b es 350 veces más joven que nuestro planeta, tiene una temperatura superficial de unos 1500° grados Celsius producto del calor residual de su reciente formación. Pero nadie puede explicar el fenómeno de su origen. 